# Botryobasidium curtisii
Botryobasidium curtisii är en svampart som beskrevs av Hallenb. 1978. Botryobasidium curtisii ingår i släktet Botryobasidium och familjen Botryobasidiaceae.   Inga underarter finns listade i Catalogue of Life.